# Фанкони, Гвидо
Гвидо Фанкони (1 января 1892, Поскьяво — 10 октября 1979) — швейцарский педиатр. Считается одним из основоположников современной педиатрии.

## Биография
Он получил среднее школьное образование в Цюрихе. В 1911 году он начал свое медицинское образование в Лозанне. В 1920 году он поступил в Киндерспиталь (детскую больницу) Цюрихского университета, где, за исключением одного года, оставался в течение 45 лет.
Фанкони признал важность биохимии для клинической медицины. В 1929 году он сменил Эмиля Феера на посту профессора педиатрии и главы Детского госпиталя. Под его руководством она стала одной из самых известных детских больниц в мире.
Существует несколько заболеваний, названных в честь доктора Фанкони. В 1927 году он описал наследственную панмиелопатию с низким ростом и гиперпигментацией, более известную как анемия Фанкони. В 1934 году первые случаи муковисцидоза поджелудочной железы были описаны в диссертации, написанной под его руководством. В 1941 году в Швейцарии произошла крупная эпидемия полиомиелита. Фанкони проанализировал его эпидемиологию и обнаружил, что вирус передается не воздушно-капельным путем, как предполагалось ранее, а скорее желудочно-кишечным путем, подобно брюшному тифу. Его понимание патофизиологических связей достигло кульминации в его предсказании о том, что синдром Дауна был вызван хромосомной аномалией за 20 лет до того, как была обнаружена трисомия 21. Его вклад в физиологию почек привел к тому, что в его честь был назван почечный синдром Фанкони.
В 1945 году он основал новый педиатрический журнал Helvetica Paediatrica Acta, который стал всемирно известным периодическим изданием. Доктор Фанкони ушел в отставку в 1965 году со своего поста председателя педиатрии, но продолжал практиковать и читать лекции до своей смерти.